# Blepisanis melanocephala
Blepisanis melanocephala är en skalbaggsart som först beskrevs av Fabricius 1787.  Blepisanis melanocephala ingår i släktet Blepisanis och familjen långhorningar. Inga underarter finns listade.